# Voglje (Šenčur)
Voglje is een plaats in Slovenië en maakt deel uit van de gemeente Šenčur in de NUTS-3-regio Gorenjska. De plaats telde 653 inwoners op 1 januari 2020.